# Luk Perceval
Pour les articles homonymes, voir Perceval (homonymie).
Luk Perceval, né à Lommel (Belgique) le 30 mai 1957, est un directeur de théâtre, aussi acteur, metteur en scène, réalisateur et scénariste belge.

## Biographie
Luk Perceval est le frère ainé de l'acteur Stefan Perceval (nl) (né en 1973).

## Filmographie partielle

### Comme réalisateur

#### Au cinéma
- 2009 : Die verborgene Stadt (documentaire, aussi scénariste)

### À la télévision
- 1999 : Schlachten! (téléfilm)
- 2001 : Traum im Herbst (téléfilm)
- 2008-2009 : Düsseldorf, mon amour (série documentaire en dix épisodes, aussi scénariste)

## Au théâtre
- 2004 : mise en scène de la pièce Andromak inspirée de la tragédie Andromaque de Jean Racine pour le Festival d'Avignon.
- 2012 : mise en scène de Jeder stirbt für sich allein au théâtre Thalia à Hambourg[2]